# Nasaret Illit
Nasaret Illit (övre Nasaret) hebr.(נצרת עילית) är en mindre stad i norra Israel med drygt 44 000 invånare. Staden grundades 1957.